# Ернст Шланге
Ернст Шланге (нім. Ernst Schlange; 1 вересня 1888, Шварценберг — 1947) — німецький політик, гауляйтер Берліна і Бранденбурга, член прусського ландтагу.

## Біографія
Шланге був старшим сином власника маєтку. Після закінчення середньої школи вивчав право і політологію в Грайфсвальді. У 1913 році почав працювати клерком в Дармштадт-банку в Берліні. З 1914 року — доктор права.
Під час Першої світової війни добровольцем пішов на фронт, воював на Західному фронті в 1914 році, потім на Східному фронті в 1915 році. 31 травня 1915 року був важко поранений в Галичині, втратив праву руку і праву легеню. До кінця війни перебував в шпиталі, був приписаний лейтенантом запасу.
У 1922 році Шланге приєднався до Німецької соціальної партії (DtSP), народно-антисемітської політичної групи, яка була раннім суперником нацистської партії. Шланге створює місцеві організації DtSP у Вільмерсдорфі, Зелендорфі і Штегліці. У 1925 році він заснував ефемерний Großdeutsche Volksgemeinschaft в Берліні, але розпустив його на користь приєднання до НСДАП, коли ця партія відновила свій юридичний статус в тому ж році.
У березні 1925 року Шланге був призначений партійним гауляйтером в окрузі Великий Берлін. У цей час всередині партії йшли бурхливі дискусії. Шланге, близький прихильник Грегора Штрассера, виступив проти жорстоких методів СА в Берліні, але не зміг перемогти. Зокрема, він явно виступав проти формувань Підпільного фронту. Пішла відповідна реакція, після критики за слабкий стиль лідерства в своєму власному крилі партії, Шланге змушений був піти з поста в червні 1926 року.
Шланге перебрався в Потсдам, де виконував завдання нацистської партії. У 1932 році він був обраний в прусський ландтаг. 18 жовтня 1932 року керівництво НСДАП призначило його гауляйтером Бранденбургу. Коли після приходу до влади нацистів його округ був розділений і утворений новий гау Mark Brandenburg, 16 березня 1933 року Шланге вигнали з офісу і він втратив будь-політичний вплив. Після цього Шланге займав лише незначні посади: в 1934 році він був обраний Генеральним секретарем лотереї пруссько-південнонімецької імперії, в 1935 році був призначений на пост президента Державної газети, в 1936 році — головою Ради по зв'язках з сім'єю імператора (KSCV). 10 березня 1937 році Гітлер відмовив Шланге в праві носити колишню службову форму гауляйтера. Його подальша діяльність залишається невідомою.
З падінням Третього рейху в 1945 році, Шланге нібито був помічений в радянському таборі інтернованих у Шпревальді. Інше джерело вказує, що він був убитий в 1947 році в спеціальному таборі НКВС №7 — в'язниці, створеній для розміщення політичних в'язнів на місці попереднього концтабору Заксенгаузен.
Згідно з матеріалами KSCV Corps Шланге помер в 1947 році.

## Нагороди
- Залізний хрест 2-го класу
- Нагрудний знак «За поранення» в сріблі
- Почесний хрест ветерана війни з мечами
- Золотий партійний знак НСДАП